# Adamo (famiglia)
Gli Adamo furono una nobile famiglia siciliana di origine lombarda, arrivata in Sicilia con Childeperto de Adamo, condottiero di trecento fanti ai servizi di Pietro III di Aragona, per dare man forte nella lotta contro gli Angioini a Messina. 
Dapprima, la famiglia si stanziò a Messina per poi, dopo l'incoronazione di Pietro I a re di Sicilia, il 30 agosto 1282, spostarsi con alcuni membri a Palermo. A Messina, per i loro servigi, si distinsero: Antonio Adamo, nipote dello stesso Childeperto, che fu consigliere di re Martino d'Aragona; Celestria Adamo che fondò un monastero a Caltagirone; Giangiacomo Adamo, cavaliere gerosolimitano. 
Oltre a Messina e Palermo, la famiglia Adamo ebbe altri rami in diverse città come a Sciacca, dove possedettero il feudo di Peralta, a Canicattì, dove furono baroni del Monte S. Maria di Spataro, di Grosta e signori di 105 salme del feudo della Grazia, a Trapani e ad Alcamo, dove nel XVI secolo un esponente della famiglia avviò la fondazione di un ospedale. 
Altro importante ramo fu quello di Mazara del Vallo, arrivato in città al seguito di Federico III di Sicilia e della sua corte, nel 1317, con Giacomo de Adamo, cavaliere gerosolimitano, il quale ottenne dal re delle terre e la nomina di capitano d'arme. In questa città gli Adamo ebbero prestigio e ricoprirono le cariche civili più importanti e, inoltre, diedero i natali a Giovanni Matteo, gesuita e missionario, martirizzato in Giappone.
Il ramo principale della famiglia si estinse alla fine del XVI secolo.

## Stemma
Spaccato di rosso e d'azzurro, con la divisa d'oro attraversante; nel 1º al leone leopardito d'argento passante sulla divisa; nel 2º a tre stelle d'argento, male ordinate.